# سیارک ۲۴۳۳۴
سیارک ۲۴۳۳۴ (به انگلیسی: 24334 Conard، نامگذاری:2000AL71) بیست و چهار هزار و سیصد و سی و چهارمین سیارک کشف شده‌است که در ۵ ژانویه ۲۰۰۰ کشف شد.
قدر مطلق سیارک برابر ۱۶.۲ است.